# 172 f.Kr.
| 172 f.Kr.          |
| ------------------ |
| Dødsfald - Fødsler |

## Dødsfald
Quintus Fulvius Flaccus, romersk konsul og general.